# Rudolf Beckman
Rudolf Karl Beckman, född 17 september 1889 i Jomala, död 7 februari 1974 i Helsingfors, var en finländsk jurist. 
Beckman, som var son till sakföraren Viktor Ferdinand Beckman och Olga Matilda Jansson, blev student 1910, avlade rättsexamen 1915, blev juris kandidat 1929 och juris doktor 1936. Han blev kanslist i Åbo hovrätt 1919, notarie samma år, fiskal 1928, assessor 1930, hovrättsråd 1936, var ledamot i lagberedningen 1936–1938 samt förvaltningsråd och ledamot av Högsta förvaltningsdomstolen 1938–1959. Han var docent i sjörätt vid Helsingfors universitet 1936–1949, handhade den svenskspråkiga professuren i offentlig rätt 1946–1948 och representerade som expert på sjörätt Finland i olika sammanhang. 
Beckman utgav Handbok i sjörätt (1929), Om fartygsbefälhavarens rättsliga ställning (två delar, 1936–1945), Finlands sjörätt (1940) och andra sjörättsliga arbeten. Han blev hedersledamot av Finlands skeppsbefälsförbund 1955.